# Lisa Williamson (auteur)
Lisa Williamson (Nottingham, 5 februari 1980) is een Engelse jeugboekenauteur en voormalig actrice. Haar debuutroman The Art of Being Normal (in het Nederlands vertaald als: Wie is nou normaal?) won in 2016 de Waterstones Children’s Book Prize in de categorie oudere fictie. Haar werk werd ook genomineerd voor twee YA Book Prizes.

## Biografie
Williamson werd geboren in Nottingham en groeide op in het nabijgelegen Arnold. Ze behaalde een diploma in drama aan Middlesex University.
Ze begon haar carrière als actrice onder de artiestennaam Lisa Cassidy en verscheen in verschillende pantomimes en televisiereclames, waaronder de John Lewis-kerstreclame van 2014. Tussen haar acteeropdrachten door werkte ze als uitzendkracht. Eén van deze banen, van 2010 tot 2012 bij de NHS Gender Identity Development Service, hield in dat ze audiotypen maakte van notities uit therapiesessies. Deze ervaring inspireerde haar tot het schrijven van haar young adult debuutroman The Art of Being Normal, verteld vanuit het perspectief van een transgender tiener. Het boek werd in 2015 uitgegeven door David Fickling Books en geprezen om zijn behandeling van het onderwerp. Het werd een bestseller volgens The Sunday Times en won in 2016 de Waterstones Children’s Book Prize voor oudere fictie. Daarnaast won het een Leeds Book Award in de categorie 14–16 jaar en werd het genomineerd voor de Branford Boase Award en de YA Book Prize. In Nederland werd het boek Wie is nou normaal? aangewezen voor Lezen voor de Lijst (12-15 jaar, niveau 2).
In 2017 verscheen haar tweede roman All About Mia, waarin de dynamiek tussen zussen centraal staat. Haar derde roman Paper Avalanche, gepubliceerd in 2019, doorbreekt het stereotype van de rommelige tiener en vertelt het verhaal van een meisje dat opgroeit met een moeder die een verzamelstoornis heeft. Ook deze boeken werden uitgegeven door David Fickling Books. Paper Avalanche werd genomineerd voor de Carnegie Medal 2020 en uitgeroepen tot kinderboek van de week in The Sunday Times.
Daarnaast werkte Williamson mee aan de gezamenlijke roman Floored uit 2018, samen met Sara Barnard, Holly Bourne, Tanya Byrne, Non Pratt en Eleanor Wood.
Williamson werkte opnieuw samen met David Fickling Books voor haar vierde roman First Day of My Life, dat in januari 2021 opnieuw door The Sunday Times werd uitgeroepen tot kinderboek van de week. Het idee voor deze roman kreeg ze in 2016, maar herschreef het in 2019. First Day of My Life werd genomineerd voor de YA Book Prize van 2022.
In 2023 maakte Williamson de overstap naar kinderboeken met de serie Bigg School, uitgegeven door Guppy Books. De serie begon met Best Friends Forever en werd geschreven voor haar elfjarige zelf, die het moeilijk had met de overgang van de basisschool naar de middelbare school door een gebrek aan zelfvertrouwen. De vervolgboeken Double Drama en Secret Crush werden in 2024 gepubliceerd.

### Young adult
- The Art of Being Normal (2015), in het Nederlands vertaald als: Wie is nou normaal?
- All About Mia (2017)
- Floored (2018) (samen met zes andere auteurs)
- Paper Avalanche (2019)
- First Day of My Life (2021)

### Kinderboeken

#### Bigg School
- Best Friends Forever (2023)
- Double Drama (2024)
- Secret Crush (2024)
- Scaredy Cat (2025)

### Biografieën
- First Names: Malala Yousafzai (2020)
- First Names: Dwayne ('The Rock' Johnson) (2022)
- The Mysterious Life of Dr Barry: A Surgeon Unlike Any Other (2024)

### Korte verhalen
- "Routes and Wings" in I'll Be Home for Christmas (2016)

- Bibsys: 1492758309179
- Gemeinsame Normdatei: 1083038818
- International Standard Name Identifier: 0000 0004 5408 7068
- Library of Congress Control Number: n2015065112
- Bibliotheek van het Japanse parlement: 032949436
- Nederlandse Thesaurus van Auteursnamen: 401005534
- Système universitaire de documentation: 202905780
- Virtual International Authority File: 1429149844992702960007
- WorldCat: E39PCjGB98cgHgcrB8hfCXgmHP